# Tobias Reinthaller
Tobias Reinthaller (* 9. Dezember 1992 in Wien) ist ein österreichischer Schauspieler.

## Leben
Nach seiner Matura absolvierte Tobias Reinthaller von 2012 bis 2015 seine Schauspielausbildung an der Schauspielschule Krauss in Wien. Ab 2014 trat er in mehreren Produktionen in Theatern in Wien und Niederösterreich auf.
Im Sommer 2017 debütierte er bei den Festspielen Reichenau.
Seit September 2017 ist Tobias Reinthaller Ensemblemitglied im Theater in der Josefstadt. 

## Theater
- 2014: Tybalt in Romeo und Julia, Theater Akzent, Regie: Michaela Obertscheider
- 2014: Willy Wormser in Der Hauptmann von Köpenick (Zuckmayer), Gloria-Theater (Wien), Regie: Ludwig Kaschke
- 2015: Demetrius, Flaut, Thisbe in Ein Sommernachtstraum, Theater Akzent, Regie: Michaela Obertscheider
- 2016: Wenzel in Die gold’ne Meisterin, Stadttheater Baden, Regie: Karina Fibich
- 2016: Fredrik in Der Scheiterhaufen/Der Pelikan  (August Strindberg) Theater Experiment, Regie: E. M. Wolf
- 2016: Hakim in Hakims Geschichten (Norberto Ávila), Theater Westliches Weinviertel, Regie: Peter W. Hochegger
- 2017: Rupert Cadell in Party für eine Leiche (Patrick Hamilton), Theater Center Forum, Regie: E. M. Wolf
- 2017: Eduard in Im Spiel der Sommerlüfte, Festspiele Reichenau, Regie: Beverly Blankenship
- 2017: Gontran in Wie man Hasen jagt, Theater in der Josefstadt, Regie: Folke Braband
- 2018: Jakschitz in In der Löwengrube, Theater in der Josefstadt, Regie: Stephanie Mohr
- 2018: Ein junger Kassier in Endstation Sehnsucht, Festspiele Reichenau, Regie: Beverly Blankenship
- 2018: Der Sohn/Hofbauer in Der Besuch der alten Dame, Theater in der Josefstadt, Regie: Stephan Müller
- 2018: Karl Schilf in Der Bauer als Millionär; Theater in der Josefstadt, Regie: Josef Ernst Köpplinger
- 2019: Salomon in Jacobowsky und der Oberst, Theater in der Josefstadt, Regie: Janusz Kica
- 2019: Mario in Mario und der Zauberer, Festspiele Reichenau, Regie: Renate Loidolt
- 2019: Alexej N. Beljajew in Ein Monat auf dem Lande, Festspiele Reichenau, Regie: Hermann Beil
- 2019: August Sonders in Einen Jux will er sich machen, Theater in der Josefstadt, Regie: Stephan Müller
- 2019: Kulka in Professor Bernhardi, Theater in der Josefstadt, Regie: Janusz Kica
- 2021: Demeter Stanzides in Der Weg ins Freie, Theater in der Josefstadt, Regie: Janusz Kica
- 2021: Hans Bockerer in Der Bockerer, Theater in der Josefstadt, Regie: Stephan Müller
- 2021: Vicomte De Nanjac in Der ideale Mann, Theater in der Josefstadt, Regie: Alexandra Liedtke
- 2022: Leo Rosenbaum in Leopoldstadt, Theater in der Josefstadt, Regie: Janusz Kica
- 2022: Amphio in Die gefesselte Phantasie, Raimundspiele Gutenstein, Regie: Achim Freyer
- 2022: Pjotr in Der Wald (Ostrowski), Theater in der Josefstadt, Regie: Stephan Müller
- 2022: Franz/Karl in Jeder stirbt für sich allein, Theater in der Josefstadt, Regie: Josef E. Köpplinger
- 2023: Joseph in Glückliche Tage/Herzliches Beileid, Theater in der Josefstadt, Regie: Dieter Dorn
- 2023: Hakenfingerjakob in Die Dreigroschenoper, Theater in der Josefstadt, Regie: Torsten Fischer
- 2024: August Dorn in Der Alpenkönig und der Menschenfeind, Theater in der Josefstadt, Regie: Josef E. Köpplinger
- 2024: Ein Polizist in Biedermann und die Brandstifter, Theater in der Josefstadt, Regie: Stephanie Mohr
- 2025: Junger Mann/Junger Walter/Tucker in Das Vermächtnis, Theater in der Josefstadt, Regie: Elmar Goerden
- 2025: Otto in Das weite Land, Theater in der Josefstadt, Regie: Janusz Kica

## Filmografie
- 2025: Mord in Wien – Der letzte Bissen (Fernsehreihe)